# Sapati Umutaua
Sapati Umutaua (ur. 25 listopada 1987) – samoański piłkarz występujący na pozycji obrońcy. W 2012 roku wziął udział w Pucharze Narodów Oceanii.